# Abwehrgruppe-104
Abwehrgruppe-104 – oddział rozpoznawczo-wywiadowczy Abwehry podczas II wojny światowej
Grupa do lipca 1942 r. była podporządkowana Abwehrkommando-101A, następnie Abwehrkommando-102, zaś od maja 1943 r. Abwehrkommando-101. Działała na południowym odcinku frontu wschodniego w obszarze działań niemieckiej 6 Armii feldmarszałka Waltera von Reichenau, zaś od maja 1943 r. 4 Armii Pancernej gen. Hermanna Hotha. Kadra niemiecka grupy składała się m.in. z płk. Leitera, mjr. Czernika, por. Rudolfa Pitzera i por. Richarda Holle. Agentura była werbowana spośród jeńców wojennych z Armii Czerwonej w obozach jenieckich w południowej części Generalnego Gubernatorstwa, na Białorusi i Ukrainie. Agenci byli wykorzystywani na okupowanych terenach ZSRR, a także przerzucani na tyły Armii Czerwonej. Początkowo przeszkolenie agentów ograniczało się do przekazania im podstawowych informacji wywiadowczych. Dopiero od 1944 r. przy Abwegruppe-104 rozpoczęto prowadzić specjalne kursy wywiadowcze, których komendantem został b. major Armii Czerwonej Ozierow. Sformowano oddział szkoleniowy pod dowództwem szefa sztabu Abwehrgruppe Maxa. W jego skład wchodzili ukraińscy kolaboranci, którzy byli już przerzucani na tyły frontu. Szkolenia dotyczyły rozpoznania bliskiego przedpola sowieckich pozycji. Później w miejscowości Grossdorf powstały 2 grupy szkoleniowe. W pierwszej uczyli się Rosjanie, w drugiej (liczącej 25 osób) Ukraińcy. Od jesieni 1944 r. Abwehrgruppe-104 współpracowała z Ukraińskim Legionem Samoobrony płk. Petro Diaczenki, spośród którego członków werbowała agentów. Agenci pochodzili też z szeregów wschodnich robotników przymusowych z obozu w Cottbus. Jeden ze zwerbowanych agentów, b. żołnierz Armii Czerwonej o nazwisku Żukow, po przerzuceniu na sowiecką stronę frontu oddał się w ręce funkcjonariuszy SMIERSZa, przekazując im wszystko, co wiedział. Sowieci przewerbowali go na swojego agenta i rozkazali powrócić do Niemców. Ci ponownie przerzucili go przez linię frontu z misją wywiadowczą. Żukow przekazał Sowietom tym razem cenne informacje o Abwehrgruppe.